# Football Club de Jérissa
 (juin 2022).
Si vous disposez d'ouvrages ou d'articles de référence ou si vous connaissez des sites web de qualité traitant du thème abordé ici, merci de compléter l'article en donnant les références utiles à sa vérifiabilité et en les liant à la section « Notes et références ».
Maillots
Le Football Club de Jérissa ou Football Club de Djérissa (arabe : نادي كرة القدم بالجريصة), plus couramment abrégé en FC Jérissa, est un club tunisien de football fondé en 1922 et basé dans la ville de Jérissa.
Le FCJ évolue lors de la saison 2012-2013 en Ligue III.

## Histoire
Lors de la saison 1969-1970, le club finit vice-champion de la Ligue II, derrière El Makarem de Mahdia, et accède pour la première fois en Ligue I. Finissant la saison à la dernière place, il n'y reste qu'une seule saison.

## Écusson

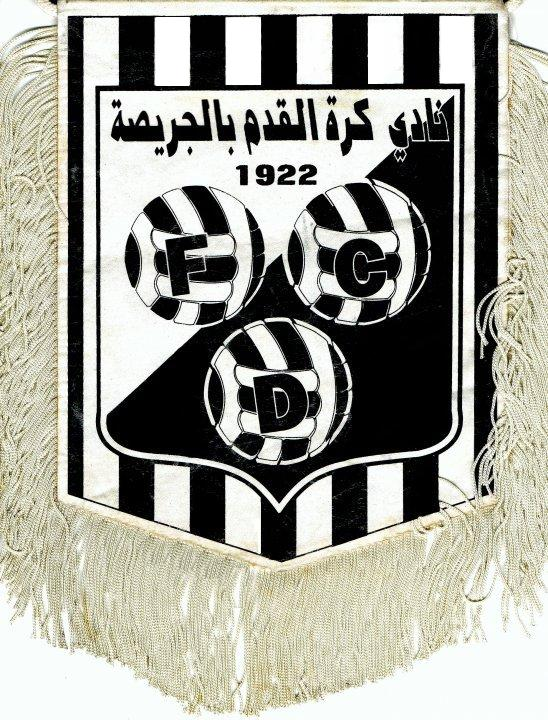
Logo ancien.
Logo actuel.

## Palmarès et bilan

### Palmarès
| Compétitions nationales |
| --- |

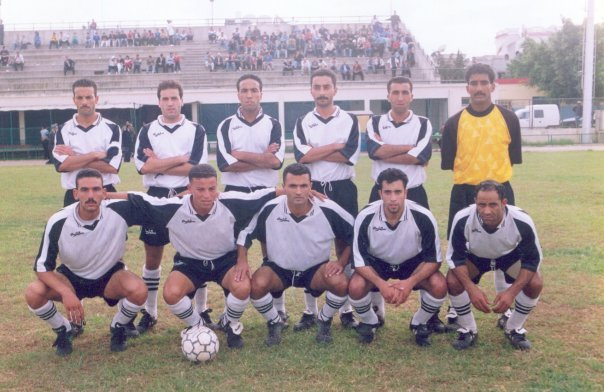
Effectif du FC Jérissa en 2010.

| - Championnat de Tunisie de deuxième division : - Finaliste : 1970 - Championnat de Tunisie (Ligue régionale Nord-Ouest ou Ligue V) : - Vainqueur : 2007 |

### Meilleurs résultats en coupe
- 1963-1964 : Victoire contre le Club africain 2-1 (seizièmes) et défaite contre l'Étoile sportive de Métlaoui 5-6 (huitièmes) ;
- 1964-1965 : Victoire contre Al Mansoura de Hammam Lif 1-0 (seizièmes) et défaite contre le Club sportif de Hammam Lif 0-1 (huitièmes) ;
- 1968-1969 : Victoire contre le Progrès sportif tunisien 2-2 (seizièmes) et défaite contre le Club africain 0-1 (huitièmes) ;
- 1969-1970 : Victoire contre le Club sportif des cheminots 2-1 (seizièmes) et défaite contre l'Union sportive tunisienne 0-1 (huitièmes).

### Bilan en Ligue I
| Saison    | Président      | Entraîneur     | Classement | J  | G | N | P  | BP | BC | Buteurs |
| --------- | -------------- | -------------- | ---------- | -- | - | - | -- | -- | -- | --- |
| 1970-1971 | Nouri Boulbaba | Pouba Miloslav | 13         | 26 | 3 | 5 | 16 | 13 | 48 | Abdesselem Jebbari (7), Mohamed Ben Jebria (2), Mokhtar Ouertani, Ahmed Jebbari, Mohamed Ali Gharbi, Amor Trabelsi (1) |